# Encephalartos humilis
Encephalartos humilis I.Verd., 1951 è una pianta appartenente alla famiglia delle Zamiaceae, endemica del Sudafrica.

## Descrizione
È una cicade acaule, con fusto, in gran parte sotterraneo, che non supera i 50 cm di altezza e con diametro di 15–20 cm, talora con fusti secondari che si originano da polloni basali.

Le foglie, pennate, da 5 a 8, disposte a corona all'apice del fusto, sono lunghe 30–50 cm, sorrette da un picciolo lungo circa 10 cm, e composte da numerose paia di foglioline lanceolate, coriacee, lunghe sino a 13 cm, con margine intero e circa 9 venature parallele sulla faccia inferiore, inserite su un rachide giallo-verdastro.

È una specie dioica, con esemplari maschili che presentano coni fusiformi, sessili, lunghi 15–20 cm e larghi 4–5 cm, di colore grigio-brunastro, ed esemplari femminili con un cono solitario grossolanamente cilindrico, lungo circa 25 cm e largo 8–10 cm, del medesimo colore di quelli maschili.

I semi sono grossolanamente ovoidali, lunghi 2,5-3,5 cm, ricoperti da un tegumento di colore da giallo chiaro ad arancio.

## Distribuzione e habitat
L'areale di questa specie è ristretto alla provincia di Mpumalanga, nel Sudafrica nord-orientale.

Popolazioni isolate si trovano lungo il bacino del Crocodile River, in praterie subalpine, con preferenza per i terreni sabbiosi tra rocce di arenaria.

## Conservazione
La IUCN Red List classifica E. humilis come specie vulnerabile.

La specie è inserita nella Appendice I della Convention on International Trade of Endangered Species (CITES)